# 松山港まつり
松山港まつり（まつやまみなとまつり）は、愛媛県松山市の三津浜港を中心に毎年8月第1土曜日に開催されている、夏祭りの花火大会である。なお悪天の場合は翌日に延期となる。

## 概要
1951年（昭和26年）から開催されている。四国最大級の15号玉をはじめ、陸上、海上、水中花火の構成はどこから観ても立体的に見える様に工夫されている。海上からの観覧のために、遊覧船やクルーズ船が運航される。自由席の開場は当日15時、有料席の開場は当日17時からとなる。
2020年（令和2年）および2021年は新型コロナウイルス感染症（COVID-19）の蔓延に伴い中止となった。

## 開催イベント
当日の16時30分頃より地元の小学生による金管バンド、中学生による水軍太鼓の演奏などが行われている。

## 有料観覧席
椅子席（1人）、テーブル席（1テーブル：4〜8人）、ペアエリアテーブル席（ペア席）、最前列横並びテーブル席（ペア席）があり、それぞれに前売り、当日チケットがある。

## アクセス
- 最寄駅
  - 伊予鉄道高浜線三津駅（会場まで徒歩で約15分）
  - JR四国予讃線三津浜駅（会場まで徒歩で約30分）

伊予鉄道高浜線は、増結（3両編成）や増便されるため、できる限り公共交通機関の利用を勧めている。

## 交通規制
当日は会場周辺に大規模な交通規制が敷かれ、公園等に臨時駐車場が設置される。また、会場周辺の道路が歩行者天国になるため、路線バスの時刻変更や会場手前で運行が打ちきりになる。